# Meerveengronden
Een meerveengrond is een bodemtype binnen het Nederlandse systeem van bodemclassificatie dat behoort tot de rauwveengronden. Het zijn veengronden met een niet-moerige bovengrond. Er is sprake van een dun, humusrijk zanddek met een donkere kleur. Veelal bevat het een minerale eerdlaag op een ondergrond van eutroof veen (broekveen).
In de ondergrond kan dekzand met een sterk lemige bovenzijde voorkomen. Hierin kan een begraven podzolprofiel worden aangetroffen. Meerveengronden komen voor in de veenkoloniën, met name op locaties van voormalige meren.
Meerveengronden verschillen van madeveengronden in de aard van de bovengrond: meerveengronden hebben een minerale bovenlaag en madeveengronden hebben een moerige bovengrond.

## Schematische profielbeschrijving
De onderstaande tabel omvat een schematische uiteenzetting van het bodemprofiel van een meerveengrond.
| Horizont | Diepte    | Omschrijving                                                          |
| -------- | --------- | --------------------------------------------------------------------- |
| Ap       | 0–25 cm   | bouwvoor; zeer donkergrijs, matig humeus, zwak lemig, matig fijn zand |
| 2C       | 25–60 cm  | zeer donkerbruin, geoxideerd, weinig veraard zeggeveen met houtresten |
| 2Cr      | 60–110 cm | gereduceerd zeggeveen                                                 |
| 3Cr      | > 110 cm  | gereduceerd, grijs, humusarm, sterk lemig, matig fijn zand            |